# Rio Brătila (Tazlău)
O Rio Brătila é um rio da Romênia afluente do Rio Tazlău, localizado no distrito de Bacău.